# Viola
För andra betydelser, se Viola (olika betydelser).
Viola, altviolin eller altfiol, är stråkfamiljens altmedlem. Den som spelar instrumentet kallas violast eller altviolinist. 
Violan är äldre än den mindre violinen, och tillkom under 1500-talet ur de äldre stråkinstrumenten viola da braccio, rebec och fiddla. 
Medan olika violiner varierar mycket lite i måtthänseende tillverkas violor i olika storlekar och modeller, dels för att passa olika violasters fysiska förutsättningar, dels på grund av olika preferenser vad gäller tonen. Kroppslängden (det vill säga längden på resonanslådan) hos en viola kan därför variera mellan 38 och 43 cm – i ovanliga fall ännu större. Professionella musiker brukar föredra minst 40 cm långa instrument för klangens skull.
I de flesta avseenden spelas viola på samma sätt som violin. Avstånden på greppbrädan är dock påtagligt större på grund av att strängarna är längre. Dessutom används en något tyngre och aningen grövre stråke. Jämfört med violinspel krävs ett spelsätt med mer tyngd (dock ej tryck) för att uppnå god violaklang, som kännetecknas av en fyllig ton. Spel i höga lägen kan vara krävande på grund av att spelarens vänsterarm måste sträckas runt den stora instrumentkroppen. 
Strängarna stäms till tonerna (från den översta till den lägsta)  a1, d1, g och c. De tre lägsta har en mörk klangkaraktär, i synnerhet c-strängen. A-strängen har en något annorlunda, intensiv tonkaraktär men är inte lika briljant som violinens högsta sträng. Violans unika klangfärger beror bland annat på att den har en resonanslåda som av praktiska skäl är underdimensionerad i förhållande till andra stråkinstruments.
I notskrift noteras violan oftast i c-klav (altklav), men i högre lägen används g-klav. Den är stämd i kvinter en oktav över cellon och en kvint under fiolen. 
I symfoniorkester och stråkorkester spelar violastämman oftast en ackompanjerande roll, men i de senaste ca 100 årens musik har den blivit mer framträdande.
Violan är det stråkinstrument som används minst utanför den klassiska musiken, men den förekommer även i svensk folkmusik, såväl äldre som nyare. 

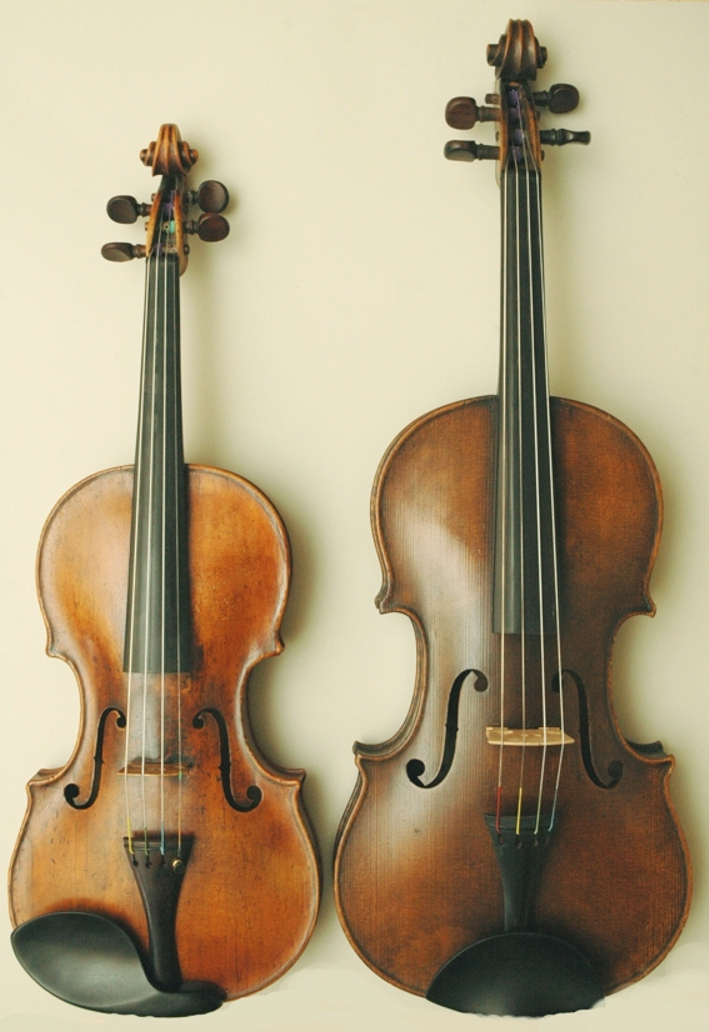
Storleksjämförelse mellan en violin (till vänster) och en viola (till höger). Denna viola har en något ovanlig placering av hakstödet.